# Пергуза
Пергуза (італ. Lago Pergusa) — озеро, що розташоване на острові Сицилія в провінції Енна. З 1995 року входить до національного заповідника.
Це озеро із солонуватою водою розташоване в центрі острова, за кілька кілометрів від Енни, має тектонічне походження. До кінця XX століття, через спекотний клімат та антропогенний вплив його стан сильно погіршився. В даний час озеро має площу 1,8 км², максимальна глибина 3,50 м. Водозбірний басейн має площу близько 12 квадратних кілометрів.